# Hemibagrus dongbacensis
Cá lăng đông bắc (Hemibagrus dongbacensis) là một loài cá lăng được phát hiện tại Việt Nam.